# Ralph Keim
Ralph Keim (* 1964 in Mainz) ist ein deutscher Autor.

## Leben
Seit 1986 arbeitet Ralph Keim als Journalist für mehrere Zeitungen im Rhein-Main-Gebiet. Darüber hinaus hat er als freier Autor verschiedene Bücher verfasst. Die Themen seiner Romane entnimmt er vor allem der Historie seiner rheinland-pfälzischen Heimat. Zudem ist er Verfasser einer Biografie der beiden Schauspieler Benjamin und Wolfgang Völz.

## Werke

### Romane
- Die Weinstube am Dom (2003), ISBN 90-5433-181-X
- Die Pilgerreise (2004), ISBN 90-5433-197-6
- Der Ritter (2006), ISBN  978-3866800823
- Fastnacht in Meenz (2007), ISBN 978-3866801608

### Sachbücher (Auswahl)
- Benjamin & Wolfgang Völz – Eine Biografie (2010), ISBN 978-3938719428
- Mainz-Kastel (2009, Mitherausgeber, Reihe: Archivbilder), ISBN 978-3866804548
- Mainz-Kostheim – Ansichten aus 100 Jahren (2006, Mitherausgeber; Reihe: Archivbilder), ISBN 978-3866800328